# Chauchailles
Chauchailles is een gemeente in het Franse departement Lozère (regio Occitanie) en telt 96 inwoners (2009). De plaats maakt deel uit van het arrondissement Mende.

## Geografie
De oppervlakte van Chauchailles bedraagt 16,9 km², de bevolkingsdichtheid is dus 5,7 inwoners per km².
De onderstaande kaart toont de ligging van Chauchailles met de belangrijkste infrastructuur en aangrenzende gemeenten.

## Demografie
Onderstaande figuur toont het verloop van het inwonertal (bron: INSEE-tellingen).